# Eumacronychia agnella
Eumacronychia agnella är en tvåvingeart som beskrevs av Henry J. Reinhard 1939. Eumacronychia agnella ingår i släktet Eumacronychia och familjen köttflugor.
Artens utbredningsområde är Texas. Inga underarter finns listade i Catalogue of Life.